# Tacko Fall
Elhadji Tacko Sereigne Diop Fall (Dakar, 10 de diciembre de 1995) es un jugador de baloncesto senegalés que pertenece a la plantilla de los Nanjing Monkey Kings de la CBA china. Con 2,29 metros de estatura, juega en la posición de pívot.

## Trayectoria deportiva

### Primeros años y universidad
Tacko, que en 2013 se mudó a Estados Unidos procedente de Dakar, para jugar al baloncesto en Liberty Christian High School en Tavares (Florida), en 2015 firmaría por los UCF Knights para jugar la NCAA. Al comienzo de su primera temporada, el jugador fue investigado por su nivel académico, pero antes de comenzar la competición el jugador de 2,26 metros de envergadura fue readmitido en la competición universitaria.
De origen senegalés, en el instituto ya medía 7 centímetros más que el 'techo' de la NBA, Hasheem Thabeet de los Oklahoma City Thunder. Jugó dos temporadas con los Knights de la Universidad de Florida Central, en las que promedió 9,3 puntos, 7,9 rebotes y 2,5 tapones por partido. En su última temporada fue elegido Jugador Defensivo del Año de la American Athletic Conference.
En 2017, decide inscribirse al draft de la NBA de 2017, con opción a regresar a la universidad.

#### Estadísticas
| Año     | Equipo | PJ  | PT  | MPP  | %TC  | %3P  | %TL  | RPP | APP | ROB | TPP | PPP  |
| ------- | ------ | --- | --- | ---- | ---- | ---- | ---- | --- | --- | --- | --- | ---- |
| 2015–16 | UCF    | 30  | 26  | 17.6 | .750 | .000 | .558 | 5.9 | .3  | .1  | 2.3 | 7.4  |
| 2016–17 | UCF    | 36  | 36  | 26.3 | .715 | .000 | .462 | 9.5 | .6  | .3  | 2.6 | 10.9 |
| 2017-18 | UCF    | 16  | 16  | 21.9 | .767 | .000 | .460 | 7.3 | .3  | .3  | 1.9 | 11.3 |
| 2018-19 | UCF    | 32  | 32  | 24.9 | .750 | .000 | .363 | 7.7 | .5  | .3  | 2.6 | 11.0 |
| Total   | Total  | 114 | 110 | 23.0 | .740 | .000 | .433 | 7.7 | .4  | .2  | 2.4 | 10.0 |

### Profesional

#### NBA y G League
Tras su último año sénior con UCF, decide optar al Draft de 2019, pero no resulta elegido. A pesar de ello, consigue un contrato de prueba de 10 días con los Boston Celtics. Tras su actuación en la Summer League, los Celtics le ofrecen un contrato para el training camp con el equipo, lo cual no asegura un puesto en la plantilla del año que viene. Finalmente, los Celtics decidieron firmarle un two-way contract con lo que disputaría partidos tanto con los Boston Celtics de la NBA como con su equipo filial de la G-League, los Maine Red Claws.
El 27 de octubre de 2019, debutó como profesional en la NBA, en la victoria frente a los New York Knicks en el Madison Square Garden donde disputó 4 minutos, no volviendo a jugar con el primer equipo hasta el 20 de diciembre, en una nueva victoria frente a Detroit Pistons en el TD Garden.
El 23 de noviembre de 2020, renueva con los Celtics su contrato dual, para poder jugar también la 2020–21 con los Red Claws.
Tras dos temporadas en Boston, el 31 de agosto de 2021, firma como agente libre por un año con Cleveland Cavaliers.
En enero de 2022 es readquirido por los Cleveland Charge.

#### China
En agosto de 2022 pone rumbo a China para firmar por los Xinjiang Flying Tigers de la Chinese Basketball Association.
En julio de 2023 disputa la NBA Summer League con Milwaukee Bucks, pero en agosto firma con los Nanjing Monkey Kings de la CBA china.

#### Puerto Rico
El 14 de febrero de 2024 fichó por los Piratas de Quebradillas de la BSN puertorriqueña.

#### NBL Australia
En septiembre de 2024 se unió a los New Zealand Breakers de la NBL Australia, para la gira de tres partidos del club por Estados Unidos, partidos que se perdió por una lesión. Finalmente el 26 de noviembre firmó un contrato de dos años con los Breakers.

#### China
El 2 de marzo de 2025 fichó hasta final de temporaca con los Nanjing Monkey Kings de la CBA china.

## Estadísticas de su carrera en la NBA

### Temporada regular
| Año     | Equipo    | PJ | PT | MPP | %TC  | %3P | %TL  | RPP | APP | ROB | TPP | PPP |
| ------- | --------- | -- | -- | --- | ---- | --- | ---- | --- | --- | --- | --- | --- |
| 2019-20 | Boston    | 7  | 0  | 4.7 | .786 | —   | .333 | 2.1 | .1  | .1  | .6  | 3.3 |
| 2020-21 | Boston    | 19 | 0  | 7.2 | .724 | —   | .333 | 2.7 | .2  | .1  | 1.1 | 2.5 |
| 2021-22 | Cleveland | 11 | 1  | 5.4 | .417 | —   | .286 | 2.1 | .2  | .0  | .5  | 1.1 |
| Total   | Total     | 37 | 1  | 6.2 | .673 | —   | .320 | 2.4 | .2  | .1  | .8  | 2.2 |

### Playoffs
| Año   | Equipo | PJ | PT | MPP | %TC   | %3P | %TL  | RPP | APP | ROB | TPP | PPP |
| ----- | ------ | -- | -- | --- | ----- | --- | ---- | --- | --- | --- | --- | --- |
| 2020  | Boston | 2  | 0  | 1.5 | 1.000 | —   | .500 | .5  | .0  | .0  | .0  | 1.5 |
| 2021  | Boston | 1  | 0  | 1.0 | —     | —   | —    | 1.0 | .0  | .0  | .0  | .0  |
| Total | Total  | 3  | 0  | 1.3 | 1.000 | —   | .500 | .7  | .0  | .0  | .0  | 1.0 |